# Ljudmila Michailowna Saweljewa

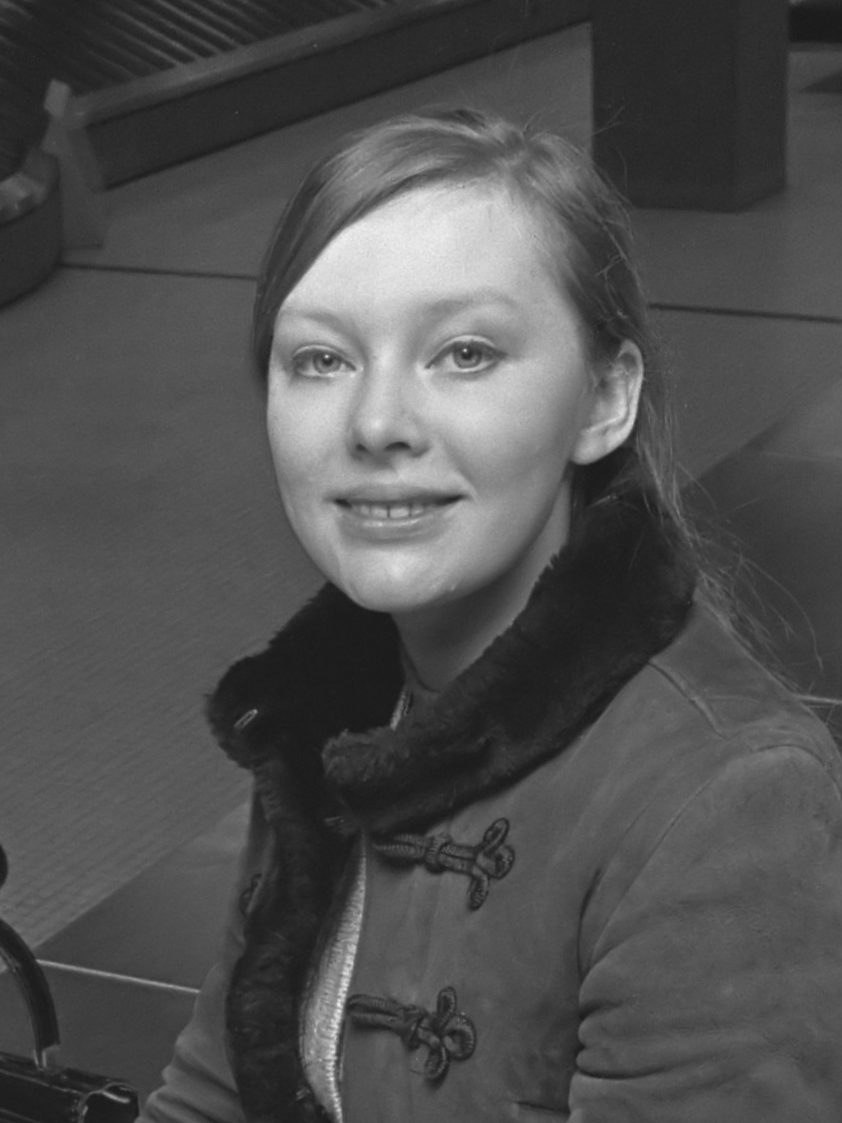
Ljudmila Saweljewa (1972)

Ljudmila Michailowna Saweljewa (russisch Людмила Михайловна Савельева; * 24. Januar 1942 in Leningrad) ist eine russische Schauspielerin.

## Leben
Im Jahre 1962 schloss sie eine Ballettausbildung an der Leningrader Akademischen Choreographischen Waganowa-Schule ab. Anschließend wurde sie in die renommierte Truppe des Kirow-Balletts aufgenommen. Seit 1967 gehörte sie zum Ensemble des Theater-Studios der Filmschauspieler. Ihr Filmdebüt hatte sie 1966 in der Rolle der Komtesse Natascha in Sergei Bondartschuks monumentaler Literaturverfilmung Krieg und Frieden. Sie erlangte dadurch internationale Bekanntheit und die Leser der Zeitschrift Sowetski Ekran wählten sie dafür zur besten Schauspielerin des Jahres. In ihrem zweiten Film übernahm sie 1969 eine der Hauptrollen in Vittorio de Sicas Sonnenblumen. 1978 wurde sie für ihre Verkörperung der Julija Wrewskaja, einer Freiheitskämpferin des russisch-osmanischen Krieges in Bulgarien, auf dem Filmfestival in Warna mit dem Darstellerpreis ausgezeichnet. Seit Mitte der 1980er Jahre spielte sie häufig unter der Regie von Sergei Solowjow.
1985 wurde Saweljewa der Titel Volkskünstler der RSFSR verliehen. Sie ist Trägerin des Ordens des Roten Banners der Arbeit.
Saweljewa ist mit dem Schauspieler Alexander Sbrujew verheiratet und Mutter der Schauspielerin Natalja Sbrujewa.

## Filmografie (Auswahl)
- 1966/67: Krieg und Frieden (Война и мир)
- 1970: Sonnenblumen (I girasoli)
- 1971: Die Flucht (Бег)
- 1972: Die Möwe (Чайка)
- 1973: Reiter ohne Kopf (Всадник без головы)
- 1978: Zwischen Zarenhof und Schlachtfeld – Julia Wrewskaja (Юлия Вревская)
- 1978: Verschwunden (Исчезновение)
- 1982: Starallüren (Шляпа)
- 1983: Aufklärer im Einsatz (Шел четвертый год войны)
- 1985: Erfolg (Успех)
- 1986: Die fremde Weiße (Чужая белая и рябой)